# Coucou (émission de télévision)
Pour les articles homonymes, voir Coucou (homonymie).
Coucou est une émission de télévision jeunesse québécoise diffusée du 26 décembre 1959 au 30 mai 1964 à la Télévision de Radio-Canada.

## Fiche technique
- Scénarisation : Marie Racine
- Scripte : Nicole LeBlanc
- Réalisation : Gilles Sénécal
- Musique : André Gagnon
- Société de production : Société Radio-Canada

## Distribution
- Hervé Brousseau : Patachou #2
- Germaine Dugas : Josette
- Paule Gauthier : Farfadette
- Raymond Lévesque : Patachou #1 - le fou du roi (Source: ARTV - émission Lumière sur... Raymond Lévesque.  Note: Raymond Lévesque précise qu'il a joué le personnage 4 ans après la grève de 1958 de Radio-Canada.)